# Lake Charles
Lake Charles – miasto w Stanach Zjednoczonych, w południowo-zachodniej części stanu Luizjana, nad rzeką Calcasieu (uchodzącą do Zatoki Meksykańskiej). Około 78,4 tys. mieszkańców.
W mieście rozwinął się przemysł rafineryjny oraz chemiczny.
Od 1939 r. w mieście działa uniwersytet.

## Miasta partnerskie
- Sioux City
- Perpignan